# San Lorenzo (Peru)
A cidade peruana de San Lorenzo é a capital da Província de Datem del Marañón, situada no Departamento de Loreto, pertencente a Região de Loreto, na zona norte do Peru.